# Ярусов, Даниил Сергеевич
Даниил Сергеевич Ярусов (25 января 2001, Междуреченск, Кемеровская область) — российский футболист, вратарь.

## Карьера
Воспитанник московского «Спартака». Был в заявке второй команды красно-белых, но за нее в официальных матчах не играл. В сезоне 2020/21 был входил в состав коллектива ФНЛ «Чайка» (Песчанокопское). За все первенство провел за него один поединок. После выступлений за «Олимп-Долгопрудный-2», Ярусов зимой 2022 года перешел в армянский клуб Премьер-лиги «Нораванк». За оставшуюся часть сезона россиянин провел за команду в элите одну встречу 11 мая против «Арарата» (0:4).
Некоторое время выступал за медиафутбольную команду «БроукБойз», из которой он в апреле 2023 года перешел в красноярский «Енисей».

## Достижения
- Обладатель Кубка Армении (1): 2021/22.